# Elaphrus pallipes
Elaphrus pallipes är en skalbaggsart som beskrevs av Horn. Elaphrus pallipes ingår i släktet Elaphrus och familjen jordlöpare. Inga underarter finns listade i Catalogue of Life.